# Michael Farr
Michael Farr, né en 1953 à Paris, est un journaliste britannique, tintinologue, spécialiste d'Hergé et traducteur en anglais de la bande dessinée Les Aventures de Tintin. 
Il a écrit plusieurs livres sur le sujet et en a traduit plusieurs autres en anglais. Ancien reporter, il a également écrit sur d'autres sujets.

## Biographie
Michael Farr est né en 1953 à Paris d'une mère austro-tchèque et d'un père journaliste britannique, Formé à la Harrow School, puis chercheur en histoire au Trinity College, il étudie la théologie dans sa première partie avant de se tourner vers les beaux-arts dans lesquels il obtient un master. Il devient reporter, d'abord pour Reuters puis pour le Daily Telegraph, tout en voyageant à travers le monde en tant que correspondant à l'étranger.
Après avoir rencontré Hergé, Farr commence à écrire des livres sur Tintin. Farr est le premier à avoir un accès complet aux fichiers et au matériel qu'Hergé a utilisés pour développer les histoires de Tintin, pour son livre Tintin : Le Compagnon Complet.
En 2004, Farr est interviewé sur BBC News dans une section sur l'exposition Tintin au National Maritime Museum. Il apparaît en 2003 dans le film documentaire Tintin et moi. Il vit maintenant à Londres avec sa femme et sa fille allemande.
Farr est multilingue et maîtrise parfaitement l'anglais, le français, l'allemand et l'italien. Il a écrit une version française de Tintin : Le Compagnon Complet en même temps qu'il écrivait la version anglaise.

## Publications

### Livres sur Tintin
- (en) Tintin, 60 Years of Adventure (catalogue de l'exposition britannique de 1989), Casterman, 1989, 1946 p. (ISBN 2203004053).
- (en) Tintin: The Complete Companion, John Murray, 2001, 205 p. (ISBN 9780719555220) ; version française : Tintin, le rêve et la réalité, Moulinsart, 2001, 206 p. (ISBN 9782930284583)
- (en) Tintin & Co, Last Gasp of San Francisco, 2000 (réimpr. 2007, 2010, 2015), 131 p. (ISBN 2874241482) ; version française : Tintin & Cie, Moulinsart, 2008, 131 p. (ISBN 978-2-87424-094-2)
- (en) The Adventures of Hergé, Creator of Tintin, John Murray, 2007, 128 p. (ISBN 9780719567995) ; version française : Les aventures de Hergé, créateur de Tintin, Moulinsart, 2009, 128 p. (ISBN 9782874241901)
- collection « The Tintin Characters », sur les personnages des Aventures de Tintin
  - (en) Tintin: “Great snakes !”, Egmont, 2007, 48 p. (ISBN 1405230584) ; version française : Tintin, Éd. France loisirs, 2007 (ISBN 978-2-7441-8636-3)
  - (en) Snowy: “Wooah wooah!”, Egmont, 2007, 48 p. (ISBN 1405230592)
  - (en) Haddock: “Billions of blue blistering barnacles!”, Egmont, 2007, 48 p. (ISBN 9782744186264) ; version française :Bianca Castafiore, Éd. France loisirs, 2006 (ISBN 978-2-7441-8630-1)
  - (en) Bianca Castafiore: “The Milanese Nightingale”, Egmont, 2007, 48 p. (ISBN 1405230630)
  - (en) Calculus: “More to the west!”, Egmont, 2007, 48 p. (ISBN 1405230622)
  - (en) Thomson and Thompson: “To be precise!”, Egmont, 2007, 48 p. (ISBN 1405230614)

### Traductions
- Tintin and the World of Hergé by Benoît Peeters
- Hergé and Tintin, Reporters by Philippe Goddin
- The Adventures of Tintin at Sea by Yves Horeau
- The Art of Hergé, Inventor of Tintin, Vol. I by Philippe Goddin
- The Art of Hergé, Inventor of Tintin, Vol. II by Philippe Goddin
- The Art of Hergé, Inventor of Tintin, Vol. III by Philippe Goddin
- All the digital versions of The Adventures of Tintin released via Moulinsart's official Tintin app in Apple's App Store (the original Michael Turner and Leslie Lonsdale-Cooper translations are not used for the digital releases)[2]
- Traduction de la colorisation de la première version de Tintin en Amérique, en 2020[3]

### Autres sujets
- (en) Vanishing Borders : Rediscovery of Eastern Germany, Poland and Bohemia, Penguin, 1993, 288 p. (ISBN 0140139990).
- (en) Berlin! Berlin!, Kyle, 1992, 256 p. (ISBN 9781856260640).